# American Hardcore
American Hardcore és l'únic àlbum de L.A. Guns amb el cantant Chris Van Dahl i el primer amb el baixista Johnny Crypt. Aquest àlbum serveix de continuació i increment sobre el to angelical a partir del seu anterior disc, Vicious Circle.

## Cançons
1. "F.N.A."
2. "What I've Become"
3. "Unnatural Act"
4. "Give"
5. "Don't Pray"
6. "Pissed"
7. "Mine"
8. "Kevorkian"
9. "Hey World"
10. "Next Generation"
11. "Hugs And Needles"
12. "I Am Alive"
13. "Black Sabbath" (Cançó extra al Japó)

## Formació
- Chris Van Dahl: Veus
- Tracii Guns: Guitarra
- Johnny Crypt: Baix
- Steve Riley: Bateria